# Florence La Badie
Florence La Badie (ur. 27 kwietnia 1888, zm. 13 października 1917) – amerykańska aktorka czasów kina niemego. W latach 1911–1917 miała status gwiazdy filmowej. Zginęła w wieku 29 lat w wypadku samochodowym.

## Wybrana filmografia
- 1911: David Copperfield - dorosła Emly
- 1912: Dr. Jekyll and Mr. Hyde - kochanka Dr. Jekyll'a